# Teluk Panji IV
Teluk Panji IV is een bestuurslaag in het regentschap Labuhan Batu Selatan van de provincie Noord-Sumatra, Indonesië. Teluk Panji IV telt 1821 inwoners (volkstelling 2010).